# Ksar El Barka
Ksar El Barka es una comuna o municipio y un sitio arqueológico del departamento de Djigueni, en la región de Tagant, en Mauritania. En marzo de 2013 presentaba una población censada de 7037 habitantes.
Se encuentra ubicada al sureste del país, sobre el desierto del Sahara, cerca de la frontera con Malí.